# Liga polska w piłce nożnej (1936)
Liga polska w piłce nożnej 1936 – 10. edycja najwyższych w hierarchii rozgrywek ligowych polskiej klubowej piłki nożnej. W poprzednim sezonie spadły dwie drużyny a awansowała tylko jedna. Miało to na celu stopniowe zmniejszenie liczby drużyn w lidze do 10.
Absolutnym beniaminkiem Ligi był Dąb Katowice.
| Poziomy rozgrywkowe w sezonie 1936 | Poziomy rozgrywkowe w sezonie 1936 | Poziomy rozgrywkowe w sezonie 1936 | Poziomy rozgrywkowe w sezonie 1936 |
| Rozgrywki                          | P                                  | Nazwa                              | Nazwa                              |
| ---------------------------------- | ---------------------------------- | ---------------------------------- | ---------------------------------- |
| Centralne                          | I                                  | Liga                               | Liga                               |
| Okręgowe (14 okręgów)              | II                                 | A Klasa (12 okręgów)               | Liga okręgowa (2 okręgi)           |
| Okręgowe (14 okręgów)              | III                                | B klasa                            | A klasa                            |
| Okręgowe (14 okręgów)              | IV                                 | C klasa                            | B klasa                            |
| Okręgowe (14 okręgów)              | V                                  |                                    | C klasa                            |

## Drużyny
| Uczestnicy poprzedniej edycji                                                                                 | Uczestnicy poprzedniej edycji | Uczestnicy poprzedniej edycji | Uczestnicy poprzedniej edycji |
| --- | ----------------------------- | ----------------------------- | ----------------------------- |
| RCH | Ruch Wielkie Hajduki          | 1                             |                               |
| PGL | Pogoń Lwów                    | 2                             |                               |
| WAR | Warta Poznań                  | 3                             |                               |
| WKR | Wisła Kraków                  | 4                             |                               |
| ŚCE | Śląsk Świętochłowice          | 5                             |                               |
| ŁKS | ŁKS Łódź                      | 6                             |                               |
| GAR | Garbarnia Kraków              | 7                             |                               |
| WAW | Warszawianka                  | 8                             |                               |
| LEG | Legia Warszawa                | 9                             |                               |
| Awans z klasy A 1935                                                                                          |                               |                               |                               |
| po eliminacjach                                                                                               |                               |                               |                               |
| DĄB | Dąb Katowice                  | 1                             |                               |
| Oznaczenia: - kolumna pierwsza – skróty nazw drużyn, - kolumna trzecia – miejsce zajęte w poprzednim sezonie. |                               |                               |                               |

## Tabela

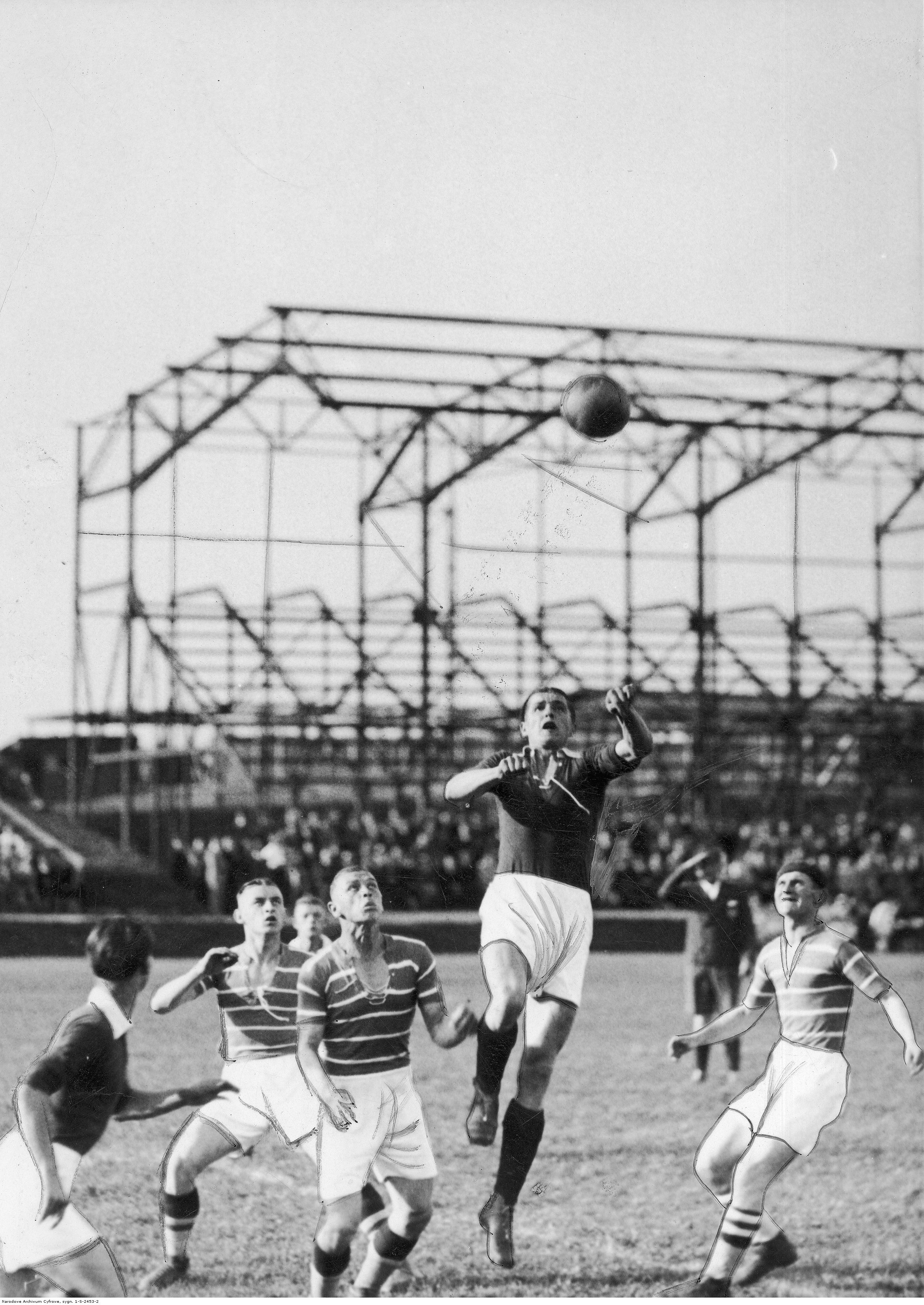
Mecz Ruch Hajduki Wielkie - Dąb Katowice

| Lp. | Drużyna                  | M  | Z  | R | P  | Bramki | Bramki | Stos. | Pkt | Uwagi             |
| --- | ------------------------ | -- | -- | - | -- | ------ | ------ | ----- | --- | ----------------- |
| 1   | Ruch Wielkie Hajduki (M) | 18 | 11 | 2 | 5  | 50     | 33     | 1,515 | 24  |                   |
| 2   | Wisła Kraków             | 18 | 10 | 2 | 6  | 30     | 24     | 1,250 | 22  |                   |
| 3   | Warta Poznań             | 18 | 10 | 1 | 7  | 43     | 31     | 1,387 | 21  |                   |
| 4   | Garbarnia Kraków         | 18 | 9  | 3 | 6  | 32     | 27     | 1,185 | 21  |                   |
| 5   | Warszawianka             | 18 | 9  | 3 | 6  | 30     | 27     | 1,111 | 21  |                   |
| 6   | Pogoń Lwów               | 18 | 9  | 1 | 8  | 36     | 29     | 1,241 | 19  |                   |
| 7   | ŁKS Łódź                 | 18 | 8  | 3 | 7  | 37     | 32     | 1,156 | 19  |                   |
| 8   | Dąb Katowice             | 18 | 7  | 0 | 11 | 29     | 43     | 0,674 | 14  |                   |
| 9   | Śląsk Świętochłowice (S) | 18 | 4  | 3 | 11 | 21     | 40     | 0,525 | 11  | Spadek do klasy A |
| 10  | Legia Warszawa (S)       | 18 | 3  | 2 | 13 | 24     | 46     | 0,522 | 8   | Spadek do klasy A |

## Najlepsi Strzelcy
| Gole | Strzelcy             | Drużyny              |
| ---- | -------------------- | -------------------- |
| 18   | Ernest Wilimowski    | Ruch Wielkie Hajduki |
| 18   | Teodor Peterek       | Ruch Wielkie Hajduki |
| 13   | Kajetan Kryszkiewicz | Warta Poznań         |
| 13   | Edmund Lewandowski   | ŁKS Łódź             |
| 13   | Michał Matyas        | Pogoń Lwów           |

Wg 

## Klasyfikacja medalowa mistrzostw Polski po sezonie
Tabela obejmuje wyłącznie kluby mistrzowskie.
|    | Klub                 |   |   |   |
| -- | -------------------- | - | - | - |
| 1. | Pogoń Lwów           | 4 | 3 | 0 |
| 2. | Ruch Wielkie Hajduki | 4 | 0 | 0 |
| 3. | Cracovia             | 3 | 1 | 1 |
| 4. | Wisła Kraków         | 2 | 4 | 4 |
| 5. | Warta Poznań         | 1 | 3 | 7 |
| 6. | Garbarnia Kraków     | 1 | 1 | 0 |